# Polish Love Story
Polish Love Story (z ang. "Polska historia miłosna") – wspólny album polskiego śpiewaka-barytona Szymona Komasy i pianisty Oskara Jeziora z pieśniami różnych kompozytorów polskich, wydany 8 lutego 2019 przez Warner Music Poland / Warner Classics (nr kat. 9029547575). Obok nagrań znanej polskiej i międzynarodowej poezji miłosnej na albumie znalazły się światowe premiery fonograficzne utworów Grażyny Bacewicz i Pawła Mykietyna. Nominacja do Fryderyka 2020 w kategorii «Album Roku Recital Solowy».

## Lista utworów
| Polish Love Story – 2019 | Polish Love Story – 2019                                                                            | Polish Love Story – 2019     | Polish Love Story – 2019 | Polish Love Story – 2019 |
| Nr                       | Tytuł utworu                                                                                        | Autorzy                      | Muzyka                   | Długość                  |
| ------------------------ | --------------------------------------------------------------------------------------------------- | ---------------------------- | ------------------------ | ------------------------ |
| 1.                       | „Dwojaki koniec” (Two Corpses)                                                                      | Józef Bohdan Zaleski         | Fryderyk Chopin          | 1:56                     |
| 2.                       | „Precz z moich oczu” (Out of My Sight)                                                              | Adam Mickiewicz              | Fryderyk Chopin          | 2:56                     |
| 3.                       | „Dziad i baba” (An Old Man and an Old Woman)                                                        | Józef Ignacy Kraszewski      | Stanisław Moniuszko      | 3:45                     |
| 4.                       | „O matko moja” (Oh My Mother)                                                                       | Jan Prusinowski              | Stanisław Moniuszko      | 2:37                     |
| 5.                       | „Gdybym się zmienił” (If I Changed)                                                                 | Adam Mickiewicz              | Stanisław Niewiadomski   | 2:34                     |
| 6.                       | „Między nami nic nie było”                                                                          | Adam Mickiewicz              | Stanisław Niewiadomski   | 3:39                     |
| 7.                       | „Dwa słowa” (Two Words)                                                                             | Adam Mickiewicz              | Stanisław Niewiadomski   | 7:34                     |
| 8.                       | „Z erotyków” (From Erotic Poems)                                                                    | Józef Waśniewski             | Mieczysław Karłowicz     | 1:10                     |
| 9.                       | „Mów do mnie jeszcze” (Keep Talking to Me)                                                          | Kazimierz Przerwa-Tetmajer   | Mieczysław Karłowicz     | 2:06                     |
| 10.                      | „Czasem gdy długo na półsennie marzę” (Sometimes When Long I Drownsily Dream)                       | Kazimierz Przerwa-Tetmajer   | Karol Szymanowski        | 7:34                     |
| 11.                      | „Tyś nie umarła” (Thou Hast Not Died)                                                               | Kazimierz Przerwa-Tetmajer   | Karol Szymanowski        | 2:29                     |
| 12.                      | „Róże” (Roses)                                                                                      | poezja arabska               | Grażyna Bacewicz         | 1:37                     |
| 13.                      | „Samotność” (Loneliness)                                                                            | poezja arabska               | Grażyna Bacewicz         | 2:28                     |
| 14.                      | „Sonet 23: Spójrz, co tu ciche serce wypisało” (O! Learn To Read What Silent Love Hath Writ...)     | William Shakespeare          | Tadeusz Baird            | 3:12                     |
| 15.                      | „Sonet 91: Drwię mając Ciebie, z całej ludzkiej pychy” (Having Thee, Of All Men's Pride I Boast...) | William Shakespeare          | Tadeusz Baird            | 2:09                     |
| 16.                      | „Sonet 56: Słodka Miłości” (Sweet Love...)                                                          | William Shakespeare          | Tadeusz Baird            | 3:05                     |
| 17.                      | „Sonet 97: Jakże podobna zimie jest rozłąka” (How Like a Winter Hath My Absence Been...)            | William Shakespeare          | Tadeusz Baird            | 3:16                     |
| 18.                      | „Tarantella”                                                                                        | Hilaire Belloc               | Witold Lutosławski       | 3:20                     |
| 19.                      | „Lament Hansa” (Lament of Hans)                                                                     | Małgorzata Sikorska-Miszczuk | Paweł Mykietyn           | 3:35                     |
|                          | |                              |                          | 1:01:02                  |